# Regla de Goldwater

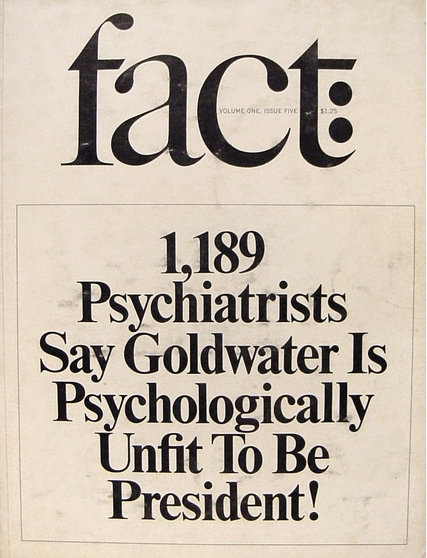
El artículo original de la revista Fact que impulsó la introducción de la regla Goldwater. Esta práctica, que probablemente le costó a Barry Goldwater una gran cantidad de votos potenciales, fue considerada posteriormente poco ética por la APA.

La regla de Goldwater es una consideración ética en la Sección 7 de los Principios de Ética Médica de la Asociación Estadounidense de Psiquiatría (APA), que establece que los psiquiatras tienen la responsabilidad de participar en actividades que contribuyan a la mejora de la comunidad en general y de la salud pública, y que cuando se les piden comentarios sobre figuras públicas, se deben abstener de hacer diagnósticos, pues un diagnóstico requiere un examen personal y el consentimiento de la persona.  Lleva el nombre del exsenador estadounidense y candidato presidencial republicano de 1964, Barry Goldwater, debido a las controvertidas opiniones sobre su estado mental.  

## Creación
La controversia surgió en 1964 cuando la revista Fact publicó "El inconsciente de un conservador: un número especial sobre la mente de Barry Goldwater".  Este titular es un juego de palabras del título del libro superventas del senador estadounidense Barry Goldwater: La conciencia de un conservador. La revista encuestó a psiquiatras sobre Goldwater y sobre si era apto para ser presidente.   Goldwater demandó al editor de la revista, Ralph Ginzburg, y al editor en jefe, Warren Boroson, y en la disputa Goldwater contra Ginzburg (julio de 1969) recibió una compensación de 75,000 dólares (623,000 dólares aproximadamente, en la actualidad). 

## Descripción
Sección 7, que apareció en la primera edición de los Principios de Ética Médica de la Asociación Estadounidense de Psiquiatría (APA) en 1973 y todavía está vigente a 2018,  dice:

El médico debe reconocer la responsabilidad de participar en actividades que contribuyan al mejoramiento de la comunidad y de la salud pública.

La sección 7.3  luego establece:

En ocasiones, se solicita a los psiquiatras su opinión sobre una persona que se encuentra en el centro de la atención pública o que ha revelado información sobre sí misma a través de los medios de comunicación públicos. En tales circunstancias, un psiquiatra puede compartir con el público su experiencia sobre cuestiones psiquiátricas en general. Sin embargo, no es ético que un psiquiatra ofrezca una opinión profesional a menos que haya realizado un examen y haya recibido la autorización correspondiente para tal declaración.

La prohibición, o la segunda parte de 7.3, a menudo se saca de contexto de las obligaciones de salud pública de la Sección 7 y la primera parte de 7.3:  

## Códigos éticos similares en Estados Unidos

### Asociación Estadounidense de Psicología
El Código de Ética de la APA de la Asociación Estadounidense de Psicología (una organización diferente a la Asociación Estadounidense de Psiquiatría) no tiene una regla similar definida explícitamente en su código de ética. En cambio, la APA de psicología sugiere que varias declaraciones hechas en diferentes partes de su Código de Ética se aplicarían a los casos de diagnóstico de una figura pública. En 2016, en respuesta al artículo del New York Times "¿Deberían los terapeutas analizar a los candidatos presidenciales?", la presidenta de la Asociación Estadounidense de Psicología , Susan H. McDaniel, publicó una carta en The New York Times en la que ofrecía su opinión e interpretación del Código de Ética vigente:

De manera similar a la regla Goldwater de los psiquiatras, nuestro código de ética exhorta a los psicólogos a "tomar precauciones" para que cualquier declaración que hagan a los medios de comunicación "se base en su conocimiento, formación o experiencia profesional de acuerdo con la literatura y la práctica psicológicas adecuadas" y "no indique que se ha establecido una relación profesional" con personas del ojo público, incluidos los candidatos políticos. Al brindar opiniones sobre características psicológicas, los psicólogos deben realizar un examen "adecuado para respaldar las declaraciones o conclusiones". En otras palabras, nuestro código ético establece que los psicólogos no deben ofrecer un diagnóstico en los medios de comunicación de una figura pública viva que no hayan examinado.

### Asociación Médica Estadounidense
La Asociación Médica Estadounidense (AMA), que inicialmente presionó a la Asociación Psiquiátrica Estadounidense para que incluyera la regla Goldwater después de apoyar activamente a Barry Goldwater en 1964,  escribió nuevas pautas en el Código de Ética Médica de la AMA en el otoño de 2017, indicando que los médicos deben "abstenerse de hacer diagnósticos clínicos sobre individuos (p. ej., funcionarios públicos, celebridades, personas en las noticias) que no han tenido la oportunidad de examinar personalmente".  

## Donald Trump
En 2016 y 2017, varios psiquiatras y psicólogos clínicos enfrentaron críticas por violar la regla Goldwater, ya que afirmaron que Donald Trump mostraba "una variedad de problemas de personalidad, incluida grandiosidad, falta de empatía y 'narcisismo maligno', y que padece una "enfermedad mental peligrosa", a pesar de no haberlo examinado nunca.    En defensa de esta práctica, Bandy X. Lee, psiquiatra forense de la Facultad de Medicina de Yale, escribió en USA Today "[que] las prácticas de diagnóstico han cambiado de la aceptación de entrevistas a las observaciones, por lo que cualquier afirmación de que una entrevista personal es obligatoria para una opinión profesional válida no se sostiene." 
John Gartner, psicólogo en ejercicio y líder del grupo Duty to Warn (se traduce como "el deber de advertir"), declaró en abril de 2017 que: "Tenemos la responsabilidad ética de advertir al público sobre la peligrosa enfermedad mental de Donald Trump". 
La Asociación Psicoanalítica Estadounidense (APsaA) —una organización diferente de la psiquiátrica y psicológica—, envió una carta el 6 de junio de 2017 que destacaba las diferencias entre las pautas éticas de la APA y la APsaA, afirmando que "la postura ética de la Asociación Psiquiátrica Estadounidense sobre la Regla Goldwater se aplica únicamente a sus miembros. La APsaA no considera los comentarios políticos de sus miembros individuales como una cuestión ética."   En julio de 2017, el sitio web Stat publicó un artículo de Sharon Begley, etiquetado como "exclusivo" y titulado "El grupo de psiquiatría dice a sus miembros que pueden desafiar la 'regla Goldwater' y comentar sobre la salud mental de Trump".  
El reportero de Yahoo News, Michael Walsh, criticó el artículo de Stat, diciendo que era "engañoso" al afirmar que la carta "representa la primera grieta significativa": La Asociación Estadounidense de Psiquiatría conserva la regla Goldwater, y la APsaA nunca tuvo la regla y no la estaba cambiando.  Además, aunque la APsaA no tiene una regla Goldwater para sus miembros y les permite dar opiniones individuales sobre figuras políticas específicas, sus consejeros ejecutivos respaldaron unánimemente la política de que "la APsaA como organización hablará solo de problemas, no de personajes políticos específicos". 
En febrero de 2017, el controvertido psiquiatra Allen Frances escribió una carta al editor del New York Times sobre Trump y el trastorno narcisista de la personalidad: "Yo escribí los criterios que definen este trastorno y el señor Trump no los cumple".   Según la Asociación Estadounidense de Psiquiatría, "decir que una persona no tiene una enfermedad también es una opinión profesional". 
En septiembre de 2017, el psiquiatra Jeffrey A. Lieberman publicó un artículo que especulaba ampliamente sobre los diagnósticos de Donald Trump, a pesar de afirmar que se adhería a la regla Goldwater en el párrafo inicial. Llegó a un diagnóstico de "demencia incipiente" pero no enfrentó ninguna sanción. 
El 5 de diciembre de 2019, un grupo de profesionales de la salud mental liderados por el profesor de psiquiatría de la Universidad de Medicina de Yale, Bandy X. Lee, profesora de la Universidad George Washington, John Zinner, y el ex perfilador de la CIA, Jerrold Post, instaron públicamente al Comité Judicial de la Cámara de Representantes a considerar el "peligroso estado mental" de Donald Trump"  que aparentemente surgía de su "frágil sentido de autoestima" como parte del proceso de destitución en curso en el Congreso. 
Desde abril de 2017, Lee ha estado afirmando  que, si bien se ha adherido a la regla Goldwater "durante más de 20 años",  la APA estaba "violando su propia regla"  al modificarla para que no fuera posible cumplir con su "obligación afirmativa".  Lee formó una organización con varios miles de otros profesionales de la salud mental llamada World Mental Health Coalition, "en oposición a la Asociación Estadounidense de Psiquiatría, que, con la presidencia de Trump, no solo no cumplió con la responsabilidad social de la profesión psiquiátrica, sino que impidió que los profesionales individuales puedan hacerlo."  Algunos acusan a la APA de conflicto de intereses, ya que recibe fondos federales,   los cuales se habían incrementado desde sus acciones bajo la administración Trump.  
Algunos de los contribuyentes destacados del libro "The Dangerous Case of Donald Trump" son:
1. Bandy X. Lee
2. Robert Jay Lifton
3. Noam Chomsky
4. Judith Lewis Herman
5. Philip Zimbardo